# Woleu
Woleu ist ein Departement in der Provinz Woleu-Ntem in Gabun und liegt im Norden an der Grenze zu Äquatorialguinea. Das Departement hatte 2013 etwa 74.000 Einwohner.

## Gliederung
- Oyem